# مزرعة مير أباد (أختاتشي)
مزرعة میر أباد (بالفارسية: مزرعه‌میرآباد) هي قرية تقع في إيران في قسم أختاتشي الريفي.